# Celastrina irenae
Celastrina irenae är en fjärilsart som beskrevs av Corbet 1937. Celastrina irenae ingår i släktet Celastrina och familjen juvelvingar. Inga underarter finns listade i Catalogue of Life.